# Marcel Gatuing
Marcel Gatuing, né le 3 mars 1894 à Mostaganem et mort le 29 juin 1970 à Toulon, est un homme politique français.

## Biographie
Il reçoit l'ordre de la Francisque durant le régime de Vichy.

## Détail des fonctions et des mandats
Mandat parlementaire
- 27 décembre 1946 - 19 novembre 1948 : Sénateur des Français résidant au Maroc